# PeerJ
PeerJ és una megarevista científica avaluada per experts i amb accés en obert que cobreix la recerca en ciències mèdiques i de la vida. És publicada per una empresa homònima cofundada pel conseller delegat Jason Hoyt (extreballador de Mendeley) i l'editor Peter Binfield (extreballador de PLOS One), amb un suport financer inicial de 950.000 dòlars estatunidencs d'O'Reilly AlphaTech Ventures (O'Reilly Media) i finançament posterior de Sage Publishing.
El llançament oficial de PeerJ fou el juny del 2012. La revista començà a acceptar candidats a la publicació el 3 de desembre del 2012 i publicà els seus primers articles el 12 de febrer del 2013. L'empresa és membre de CrossRef, CLOCKSS, ORCID, i l'Associació d'Editorials Acadèmiques d'Accés Obert. Les oficines de l'empresa es troben a Corte Madera (Califòrnia, Estats Units) i Londres (Regne Unit). Els articles presentats es valoren únicament per la seva solvència científica i metodològica (igual que a PLoS ONE). A més a més, hi ha l'opció de publicar avaluacions d'experts juntament amb cada article.

## Model de negoci
El model de negoci de PeerJ difereix del de les editorials tradicionals pel fet de no cobrar subscripcions als lectors i, en un primer moment, diferia del de les principals editorials d'accés en obert pel fet de no cobrar comissions de publicació per cada article, sinó per cada investigador que publicava, i a un nivell molt inferior. PeerJ també oferia un servei d'edició preliminar, PeerJ Preprint (llançat el 3 d'abril del 2013 i tancat el setembre del 2019). Es deia que el baix cost era possible, en part, gràcies a l'ús d'infraestructura d'informàtica al núvol: tant PeerJ com PeerJ Preprints estan a Amazon EC2 i el seu contingut està allotjat a Amazon S3.
Originalment, PeerJ cobrava una única comissió d'associació als autors que els permetia continuar publicant a la revista durant tota la vida, sempre que complissin alguns requisits addicionals, com ara comentar o avaluar com a mínim un article a l'any.
Des d'octubre del 2016, PeerJ ha revertit a les comissions de publicació, però encara ofereix la subscripció vitalícia com a opció alternativa. La comissió actual per publicar un sol article a PeerJ per a no membres és de 1.195 $, sigui quin sigui el nombre d'autors. Una subscripció vitalícia que inclou un article de franc cada any durant tota la vida costa 399 $ (subscripció bàsica) o cinc articles cada any per 499 $ (subscripció prèmium). Pot sortir més a compte pagar la comissió per publicació que contractar subscripcions per a tots els autors.
El maig del 2023, PeerJ introduí subscripcions institucionals anuals com a alternativa a les comissions de publicació.

## Premis i reconeixements
La revista està indexada i inclou els seus resums en Science Citation Index Expanded, PubMed, PubMed Central, Scopus, Web of Science, Google Acadèmic, el DOAJ, les bases de dades de la Societat Química Americana (ACS), EMBASE, CAB Abstracts, Europe PubMed Central, AGORA, ARDI, HINARI, OARE, les bases de dades ProQuest i OCLC. Segons Journal Citation Reports, el seu índex d'impacte pujà de 2,118 el 2017 a 2,353 el 2018.
L'abril del 2013, The Chronicle of Higher Education situà el conseller delegat i cofundador de PeerJ, Jason Hoyt, en el «top ten» d'innovadors en tecnologia de l'any.
El 12 de setembre del 2013, l'Association of Learned and Professional Society Publishers concedí a PeerJ el seu premi a la millor «Innovació Editorial» de l'any.

## Revistes d'informàtica i química
El 3 de febrer del 2015, PeerJ llançà PeerJ Computer Science una nova revista dedicada a la informàtica. El primer article hi fou publicat el 27 de maig del 2015.
El 6 de novembre del 2018, PeerJ llançà cinc noves revistes dedicades a la química: PeerJ Physical Chemistry, PeerJ Organic Chemistry, PeerJ Inorganic Chemistry, PeerJ Analytical Chemistry, i PeerJ Materials Science.